# 20068 Peterbarthel
20068 Peterbarthel è un asteroide della fascia principale interna. Scoperto nel 1993, presenta un'orbita caratterizzata da un semiasse maggiore pari a 2,198873 UA e da un'eccentricità di 0,164819, inclinata di 3,990503° rispetto all'eclittica.
È dedicato a Pieter Dirk Barthel, astronomo olandese.